# コンビネーションストア
コンビネーションストアとは、生鮮食料品・医薬品・日用品をセルフサービスの同じ会計で短時間に購入できるようにした、スーパーマーケットとドラッグストアとを組み合わせた小売業態である。
調剤薬剤の待ち時間中に他の商品を購入することを考えた陳列となっている。
薬剤師確保が難しいため、医薬品や調剤部門の運営効率がスーパーマーケット部門より低く、大量出店も難しい状況である。